# Безня
Безня (рум. Beznea) — село у повіті Біхор в Румунії. Входить до складу комуни Братка.
Село розташоване на відстані 389 км на північний захід від Бухареста, 53 км на схід від Ораді, 77 км на захід від Клуж-Напоки.

## Населення
За даними перепису населення 2002 року у селі проживали 1403 особи.
Національний склад населення села:
| Національність | Кількість осіб | Відсоток |
| -------------- | -------------- | -------- |
| румуни         | 1314           | 93,7%    |
| цигани         | 87             | 6,2%     |

Рідною мовою назвали:
| Мова      | Кількість осіб | Відсоток |
| --------- | -------------- | -------- |
| румунська | 1315           | 93,7%    |
| циганська | 86             | 6,1%     |